# Wschodnioniemiecka Formuła 3 Sezon 1951
Sezon 1951 był drugim sezonem Wschodnioniemieckiej Formuły 3.

## Opis
1951 był ostatnim sezonem, kiedy równolegle z Formułą 3 rozgrywano w NRD mistrzostwa Kleinstrennwagen (KRW). Pojemność samochodów Formuły 3 była ograniczona do 500 cm³. Sezon składał się z czterech wyścigów.

## Kalendarz wyścigów
| Runda | Data        | Tor         | Pole position | Najszybsze okrążenie | Zwycięzca (kierowcy) | Zwycięzca (zespoły)    |
| ----- | ----------- | ----------- | ------------- | -------------------- | -------------------- | ---------------------- |
| 1     | 21 kwietnia | Halle-Saale | ?             | Karl-August Bergmann | Karl-August Bergmann | BSG Traktor Güstrow    |
| 2     | 20 maja     | Lipsk       | ?             | Otto Kolan           | Otto Kolan           | Otto Kolan             |
| 3     | 16 czerwca  | Drezno      | ?             | Willy Lehmann        | Willy Lehmann        | BSG Einheit Bitterfeld |
| 4     | 27 sierpnia | Sachsenring | ?             | Kurt Kuhnke          | Adolf Lang           | Scuderia Bavaria       |

## Klasyfikacja kierowców
| Legenda oznaczeń w tabelach wyników Wyświetl szablon na nowej stronie | Legenda oznaczeń w tabelach wyników Wyświetl szablon na nowej stronie                                                                     |
| Oznaczenie                                                            | Wyjaśnienie |
| --------------------------------------------------------------------- | --- |
| Złoty                                                                 | Zwycięzca lub mistrzostwo |
| Srebrny                                                               | 2. miejsce lub wicemistrzostwo |
| Brązowy                                                               | 3. miejsce lub II wicemistrzostwo |
| Zielony                                                               | Ukończył, punktował (w klasyfikacji generalnej, gdy zdobył co najmniej jeden punkt na przestrzeni sezonu, poza trzema powyższymi opcjami) |
| Niebieski                                                             | Ukończył, nie punktował (w klasyfikacji generalnej, gdy nie zdobył co najmniej jednego punktu na przestrzeni sezonu)                      |
| Czerwony                                                              | Nie zakwalifikował się (NZ) |
| Czerwony                                                              | Nie prekwalifikował się (NPK) |
| Różowy                                                                | Nie ukończył (NU) |
| Różowy                                                                | Niesklasyfikowany (NS) (w klasyfikacji generalnej, gdy nie został sklasyfikowany w żadnym wyścigu sezonu)                                 |
| Czarny                                                                | Zdyskwalifikowany (DK) |
| Czarny                                                                | Wykluczony (WYK/EX) |
| Biały                                                                 | Nie wystartował (NW) |
| Biały                                                                 | Kontuzjowany (K/INJ) |
| Biały                                                                 | Wyścig odwołany (OD/C) |
| Bez koloru                                                            | Został wycofany (WYC/WD) |
| Bez koloru                                                            | Nie przybył (NP/DNA) |
| Bez koloru                                                            | Nie brał udziału w treningach (NT/DNP) |
| Bez koloru                                                            | Nie został zgłoszony (–) |
| Pogrubienie                                                           | Start z pole position |
| Kursywa                                                               | Najszybsze okrążenie wyścigu |
| †                                                                     | Nie ukończył, ale jego rezultat został zaliczony ze względu na przejechanie więcej niż 90% dystansu wyścigu.                              |
| *                                                                     | Sezon w trakcie |
| 1/2/3                                                                 | Punktowana pozycja w sprincie kwalifikacyjnym                                                                                             |
| Lista systemów punktacji Formuły 1                                    | |

| Poz.                                          | Kierowca             | Zespół                               | HSS | LIP | DRE | SCH | Punkty |
| --------------------------------------------- | -------------------- | ------------------------------------ | --- | --- | --- | --- | ------ |
| 1                                             | Werner Lehmann       | BSG Stern Luckenwalde                | -   | 2   | 2   | -   | 10     |
| 2                                             | Karl-August Bergmann | BSG Traktor Güstrow                  | 1   | 3   | NU  | ?   | 10     |
| 3                                             | Willy Lehmann        | BSG Einheit Bitterfeld               | NU  | NU  | 1   | ?   | 6      |
| 3                                             | Daniel Zimmermann    | BSG Stern Luckenwalde                | NU  | -   | -   | 5   | 6      |
| 5                                             | Ernst Zierk          | BSG Anker Rostock                    | -   | NW  | -   | 6   | 4      |
| NS                                            | Bobby Kohlrausch     | BSG Stahl Eisenach                   | NU  | NW  | -   | -   | 0      |
| NS                                            | Richard Weiser       | BSG Motor Eisenach                   | ?   | ?   | ?   | ?   | 0      |
| NS                                            | Johannes Hädrich     | BSG Stahl Pößneck                    | ?   | -   | -   | -   | 0      |
| NS                                            | Felix Köhler         | BSG HO Halle                         | ?   | NW  | -   | -   | 0      |
| NS                                            | Karl Rödel           | BSG Einheit Greiz                    | ?   | -   | -   | ?   | 0      |
| NS                                            | Günther Wurlitzer    | BSG Traktor Wiederoda                | ?   | -   | ?   | ?   | 0      |
| NS                                            | Dieter Hesse         | BSG Motor Südwest Leipzig            | -   | NW  | ?   | ?   | 0      |
| Kierowcy niedopuszczeni do zdobywania punktów |                      |                                      |     |     |     |     |        |
| NS                                            | Otto Kolan           | Otto Kolan                           | ?   | 1   | -   | ?   | 0      |
| NS                                            | Adolf Lang           | Adolf Lang                           | -   | -   | -   | 1   | 0      |
| NS                                            | Ernst Bölsche        | Ernst Bölsche                        | 2   | NW  | -   | -   | 0      |
| NS                                            | Kurt Kuhnke          | Kurt Kuhnke                          | -   | -   | -   | 2   | 0      |
| NS                                            | Helm Glöckler        | Bonnet-Gerant des Automobiles „D.B.“ | -   | -   | ?   | 3   | 0      |
| NS                                            | Hellmut Deutz        | Hellmut Deutz                        | -   | -   | -   | 4   | 0      |
| NS                                            | Arnold Pütz          | Arnold Pütz                          | ?   | -   | -   | ?   | 0      |
| NS                                            | Hermann Benecke      | Hermann Benecke                      | ?   | ?   | ?   | -   | 0      |
| NS                                            | Heinrich Schnelle    | Heinrich Schnelle                    | ?   | -   | -   | -   | 0      |
| NS                                            | Toni Kreuzer         | Toni Kreuzer                         | -   | NU  | -   | ?   | 0      |
| NS                                            | Gerhard Oessling     | Gerhard Oessling                     | -   | -   | -   | ?   | 0      |
| NS                                            | Oscar Frank          | Oscar Frank                          | -   | -   | -   | ?   | 0      |
| NS                                            | Walter Komossa       | Walter Komossa                       | -   | -   | -   | NU  | 0      |
| NS                                            | Karl-Heinz Bölsche   | Karl-Heinz Bölsche                   | -   | -   | -   | ?   | 0      |
| NS                                            | Heinz Lindermann     | Heinz Lindermann                     | -   | -   | -   | ?   | 0      |